# Ingeris glasbruk
Ingeris glasbruk (finska: Inkereen lasitehdas) var verksamt i S:t Bertils i Uskela socken i Egentliga Finlands landskap mellan 1794 och 1865, då bruket förutsattes i konkurs.

## Historia
Ingeris glasbruk grundades av Johan Magnus Gottskalk på Ingeris gård. Glasbruket var det sista glasbruket, som erhållit privilegier under den svenska tiden, nämligen år 1807. Gottskalk sålde bruket åt Abraham Hedström redan 1799. I mitten av 1820-talet intygas att buteljglaset är gott och fönsterglaset billigt. År 1831 blev Magnus Leonard Alftan ägare till Ingeris glasbruk. Snart efter köpte Alftan även Johannislunds glasbruk från grannsocken Kiikala. Efter köpet samarbetade glasbruken i Ingeris och Johannislunds för 33 år. På 1840-talet var bruket tidtals flera år i rad i overksamhet på grund av brist på ved. Den olönsamma och bränslebristdrabbade glasbruket i Ingeris överlämnades till konkurs år 1865 och brukets verksamhet upphörde. Produkterna som tillverkades i bruket var flaskor och fönsterglas.